# Balatoni Körvasút

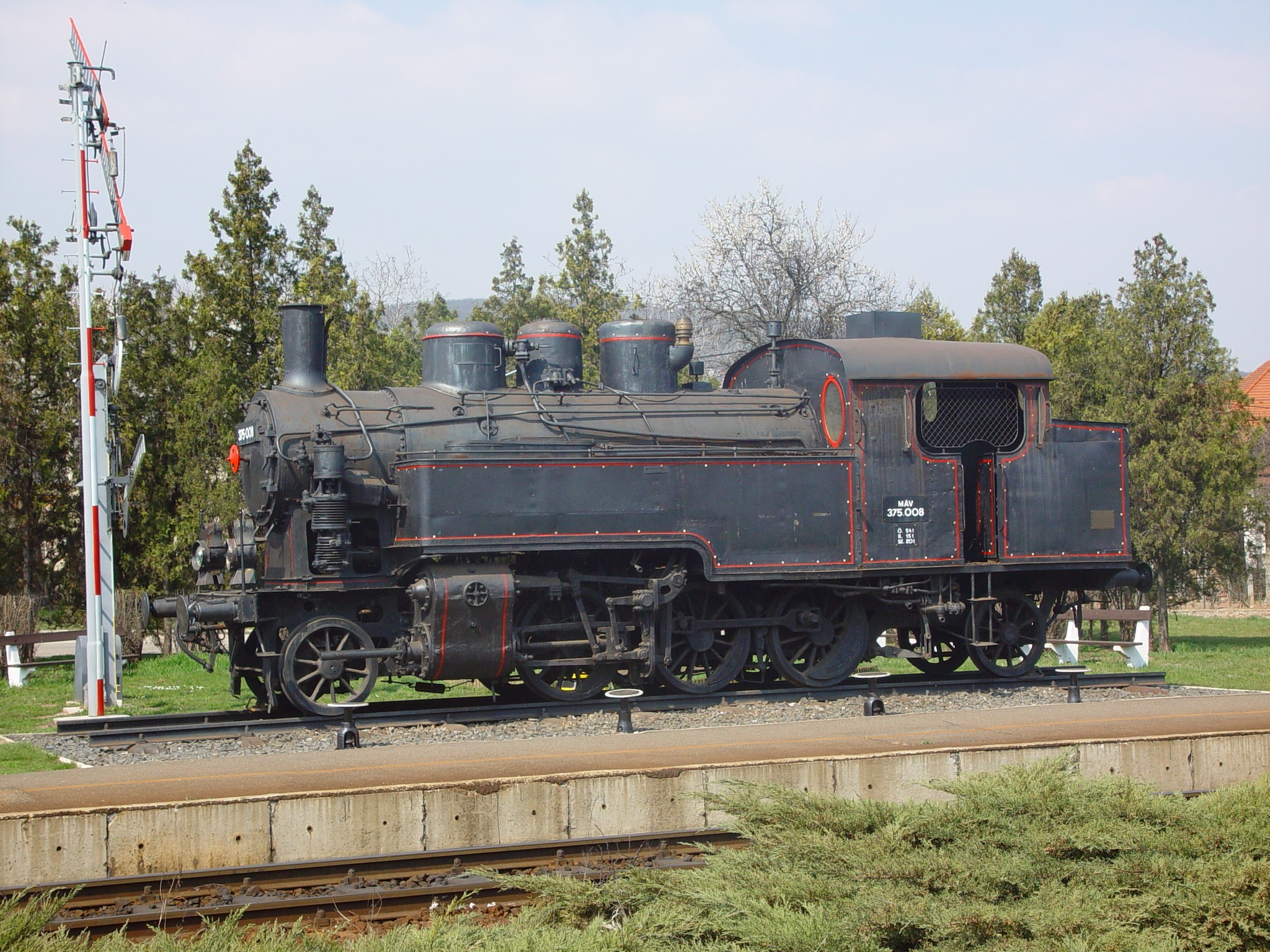
Egy forgalomból kivont 375-ös sorozatú gőzmozdony a csopaki vasútállomáson

A Balatoni Körvasút a Balaton körül tervezett vasútvonal – nagyrészt a meglévő vágányokon, kisebb részben újonnan épülő szakaszokon. Egy kormányhatározat 2016-ban forrást rendelt a Balatoni Körvasút 2022-ig való megépítéséhez.
Érdekesség, hogy a Balatoni Körvasút megépítésére már az 1920-as években is volt szándék. A Zalai Közlöny 1926. szeptember 8-i száma közölt egy cikket, amelyben többek között egy Badacsonytördemic–Szigliget–Balatonederics vágány építésének lehetőségével is foglalkoztak, kikerülendő a "tapolcai hurkot", lehetővé téve a Balaton teljes körbevonatozását. A cikk emellett Zalaegerszegnek a balatoni hálózatba való bekötésével is foglalkozott, mégpedig egy Keszthely-Hévíz-Bak vágány betoldásával a Zalaegerszeg-Csáktornya (Čakovec) és a Nagykanizsa-Szombathely-vasútvonal keresztezésével.
Külön téma, hogy a közlöny szerint 1926-ban a MÁV újra tervbe vette a századfordulón eltervezett Szombathely–Türje–Balatonszentgyörgy vasútvonal megépítését is, melyből csak a Szombathely–Rum és a Türje–Balatonszentgyörgy szakasz készült el az 1890-es évek végén.

## Tervezett szerepe
A Balaton-régió egységét felszabdalják a közigazgatás és a múlt közlekedésszervezési esetlegességei. A vasúti nyomvonalak máig a vasút 19. sz-i építésekor fennálló tulajdonviszonyokat és gazdasági érdekeket tükrözik. A tó körüli mai vasúthálózat adminisztratívan négy, míg a jelenlegi viszonylatok számát tekintve pedig legalább hat (részben egymást átfedő) szakaszra tagolódik. A "Balatoni vasút" csupán gyűjtőnévként használatos, nem alkot közlekedési egységet.
A kapcsolatokat feldaraboló helyzet javítását, végleges rendezését, a part menti települések gyors összekötését, ezáltal a turizmus előmozdítását, és az infrastruktura jobb kihasználását ígéri az átszállások nélküli, ütemes körvasúti menetrend.

## A jelenlegi hálózat

Magyarország közforgalmú vasúti hálózata

Négy vasúti vonal ma is megteremti a Balatoni körvasút lehetőségét: Budapest–Murakeresztúr-vasútvonal a déli parton, Balatonszentgyörgy–Tapolca–Ukk-vasútvonal nyugaton, Börgönd–Szabadbattyán–Tapolca-vasútvonal az északi parton, és Lepsény–Hajmáskér-vasútvonal kelet felől. Az északi parti szakasz csak Székesfehérvár és Balatonfüred között villamosított. A meglévő hálózat két ponton jelentősebben eltávolodik a tótól (Tapolca, Lepsény), azonban – Tihany mellett – így is mindössze egyetlen másik parti települést, Szigligetet kerüli el, ahol a korabeli vasútépítés a láp megkerülése mellett döntött, s így nem épült ki parti vonal. A tapolcai és a csajági állomás vágányain a mozdony körüljárása ad lehetőséget a tó körüli továbbhaladásra. A hálózaton nem üzemel körjárat. A parti települések közötti menetidő korábban – a többszöri átszállás és a menetrend összehangolatlansága következtében – akár 4 órásra duzzadt. 2015-ben menetrendi változások hatására ez kisebb mértékben csökkent, a parti települések többsége közti menetidő általában 3 órán belül marad.

## Fejlesztések
- Az északi parti szakasz villamosítása lehetővé teszi tisztán villamos üzemű szerelvények körforgalmát.
- A szigligeti szakasz megépítése a 71-es út mentén Badacsony és Balatonederics között csökkenti a teljes menetidőt.
- A Balatonaliga és Balatonakarattya közti átkötés révén kihagyható a lepsényi kerülő.
- A Hévíz-Balaton nemzetközi repülőtér bekapcsolása a vasúti személyforgalomba emeli a repülőtér és a tó turisztikai vonzerejét.
- Hévíz várható bekötése a hálózatba nagy kapacitást teremt a Hévíz és Keszthely között jelentkező, jelenleg autóbuszon bonyolódó utasforgalom felvételére.
- Amennyiben az a változat valósul meg, hogy a vasúti körgyűrű kiterjed majd egyszerre Sármellékre és Hévízre, az a repülőtér és a gyógytó közötti transzfer kiszolgálására is alkalmassá teszi.

## Függőben lévő döntések
Az északi parti villamosítást a szakemberek jelentős része nem tartja indokoltnak, mivel a forgalom évi mindössze két hónapon át lépi túl a kritikus mértéket.
A Keszthely és Hévíz között villamos vagy HÉV építése több mint száz éve tervben van, azonban a jelen turisztikai igényeihez igazodva egy körvasút maga is hatékonyan betöltheti a funkciót. Jelenleg[mikor?] naponta 2×120 db menetrend szerinti autóbusz jár Keszthely és Hévíz között.[forrás?] A térség 2030-ig terjedő időszakra szóló stratégia és operatív programja a kötöttpályás közlekedést fogalmazza meg Hévíz és Keszthely között. A nemzetközi repülőtér különálló vagy a körvasútba illeszkedő transzferforgalmáról sem született eddig döntés. A kormány 2016-os döntésével felhívta a nemzeti fejlesztési minisztert, hogy az emberi erőforrások minisztere és a Magyar Turisztikai Ügynökség bevonásával tegyen javaslatot a Hévízi Tófürdő hatékonyabb turisztikai hasznosítására és a balatoni turisztikai kínálatába történő integrálására az egészségügyi ellátást célzó funkció fenntartása mellett.
A Balatonaliga-Balatonakarattya szakasz megépítésére a 71-es út mentén kerülhet sor.

## További információk

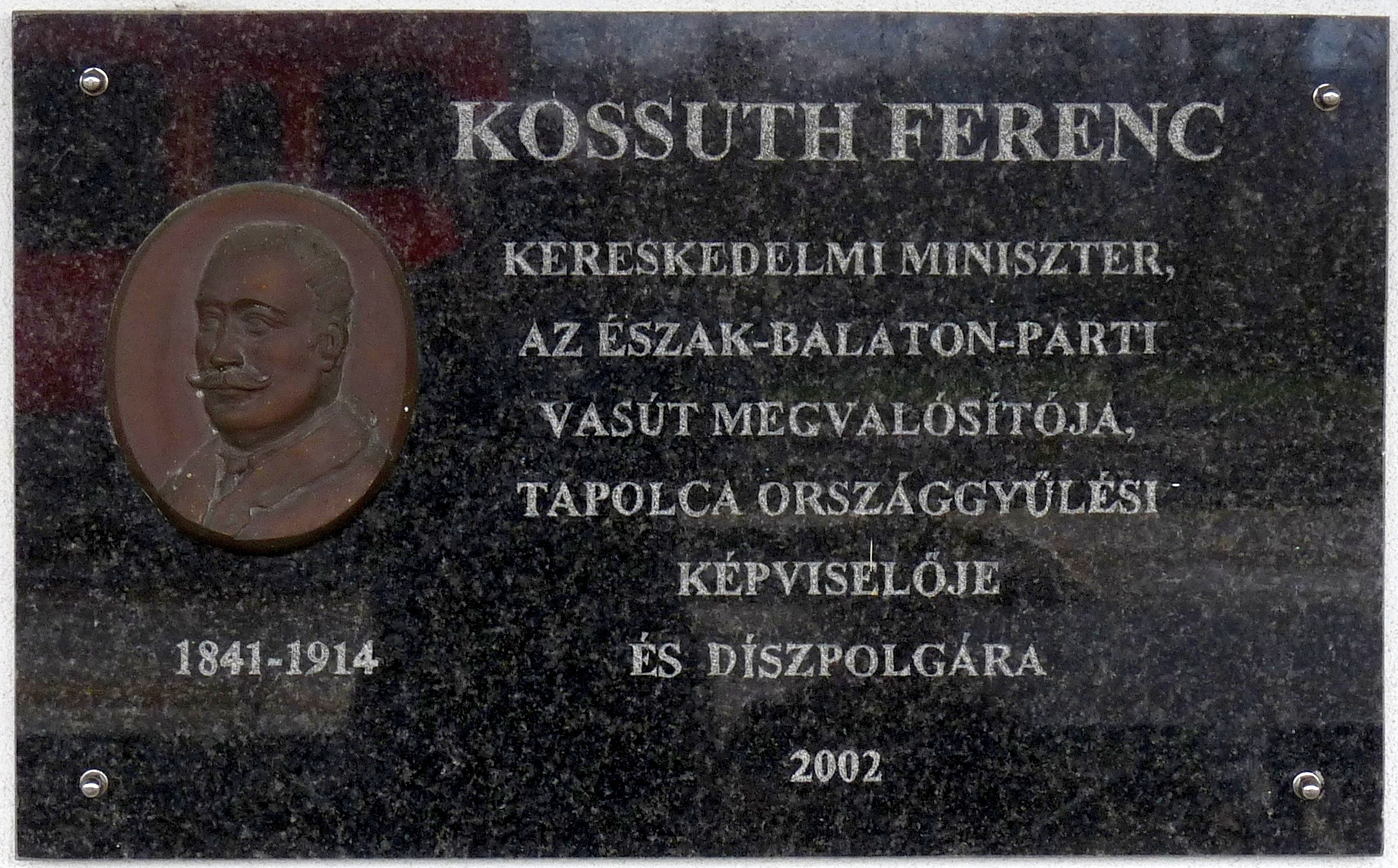
Kossuth Ferenc
emléktáblája Tapolcán, aki 1906-ban az észak-balatoni vasútvonal kezdeményezője volt